# بیوسرامیک

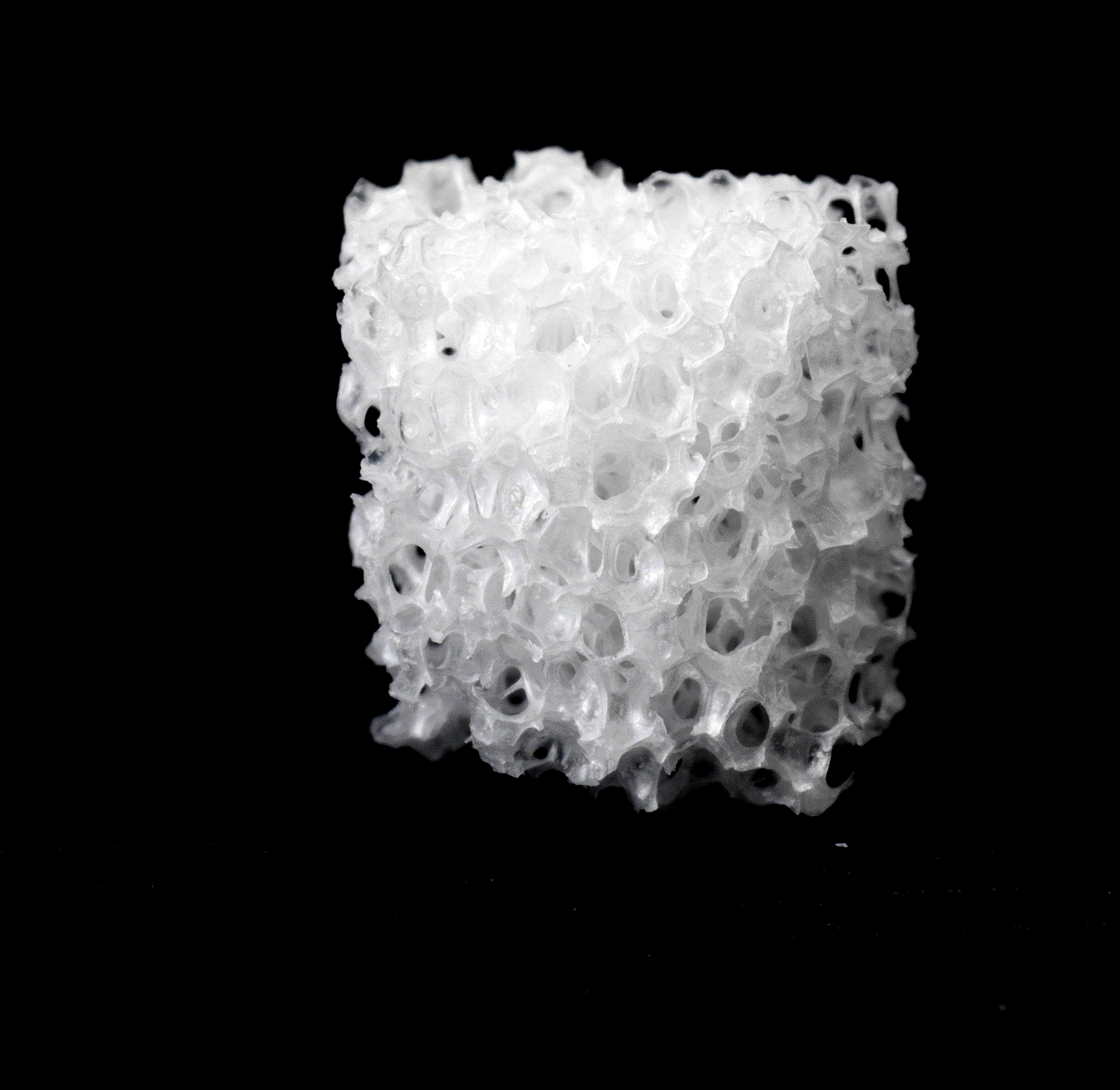
یک دانه بیوسرامیک متخلخل متشکل از کلسیم که برای بهبود شکستگی استخوان ساخته شده

بیوسرامیک‌ها و شیشه‌های زیستی مواد سرامیکی هستند که با محیط زیست سازگارند و زیرمجموعه‌ای از بیومواد به شمار می‌روند. بیوسرامیک‌ها در زمینه سازگاری زیستی از اکسیدهای سرامیکی که در بدن بی‌حرکت هستند، تا مواد قابل جذب که پس از کمک به ترمیم، به تدریج توسط بدن جایگزین می‌شوند، متغیر هستند. این مواد در انواع مختلفی از روش‌های پزشکی مورد استفاده قرار می‌گیرند.

بیوسرامیک‌ها معمولاً به عنوان مواد سفت و سخت در ایمپلنت‌های جراحی استفاده می‌شوند، هرچند که برخی از آنها انعطاف‌پذیر نیز هستند. مواد سرامیکی مورد استفاده در بیوسرامیک‌ها با سرامیک‌های چینی(پرسلان) متفاوت هستند و بیشتر به مواد طبیعی بدن یا اکسیدهای فلزی بسیار بادوام مرتبط‌اند.

## تاریخچه
قبل از سال ۱۹۲۵، مواد مورد استفاده در جراحی‌های ایمپلنت عمدتاً فلزات نسبتاً خالص بودند. موفقیت این مواد با توجه به ابتدایی بودن تکنیک‌های جراحی  در آن زمان، تعجب‌آور بود. دهه ۱۹۳۰ آغازگر عصر تکنیک‌های بهتر جراحی و همچنین اولین استفاده از آلیاژهایی مانند ویتالیم بود.

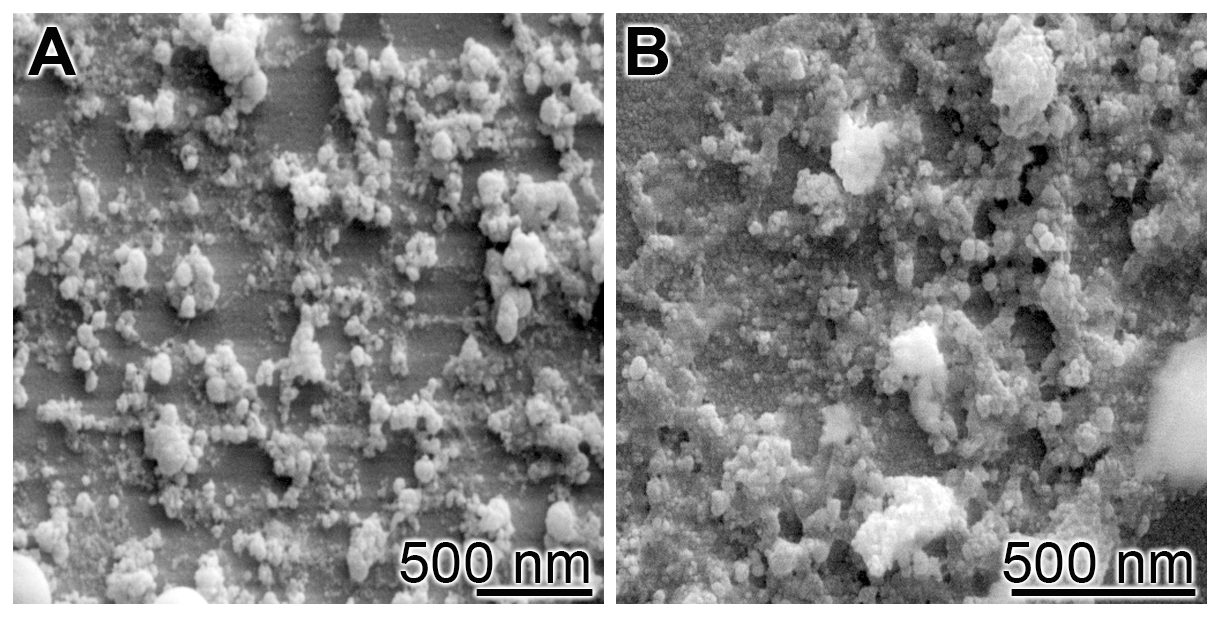
مورفولوژی شیشه زیستی با استفاده از میکروسکوپ SEM، تف جوشی شده در دمای 900 درجه سانتی گراد

در سال ۱۹۶۹، لاری. ال. هنچ و برخی دیگر کشف کردند که انواع مختلفی از شیشه‌ها و سرامیک‌ها می‌توانند به استخوان زنده پیوند بخورند. هنچ در راه خود به یک کنفرانس درباره مواد، به ایده‌ای الهام‌بخش رسید. او در کنار یک سرهنگ نشسته بود که به تازگی از جنگ ویتنام بازگشته بود. سرهنگ به او گفت که بعد از آسیب‌دیدگی، بدن سربازان معمولاً ایمپلنت را پس می‌زند. این موضوع هنچ را به فکر فرو برد و او شروع به تحقیق درباره موادی کرد که با محیط زیست سازگار باشند. نتیجه نهایی یک ماده جدید بود که او شیشه زیستی نامید. این کار الهام‌بخش ایجاد یک زمینه جدید به نام بیوسرامیک‌ها شد. با کشف شیشه‌های زیستی، علاقه به بیوسرامیک‌ها به سرعت افزایش یافت.
در تاریخ ۲۶ آوریل ۱۹۸۸، اولین سمپوزیوم بین‌المللی درباره بیوسرامیک‌ها در کیوتو، ژاپن برگزار شد.

## کاربردها

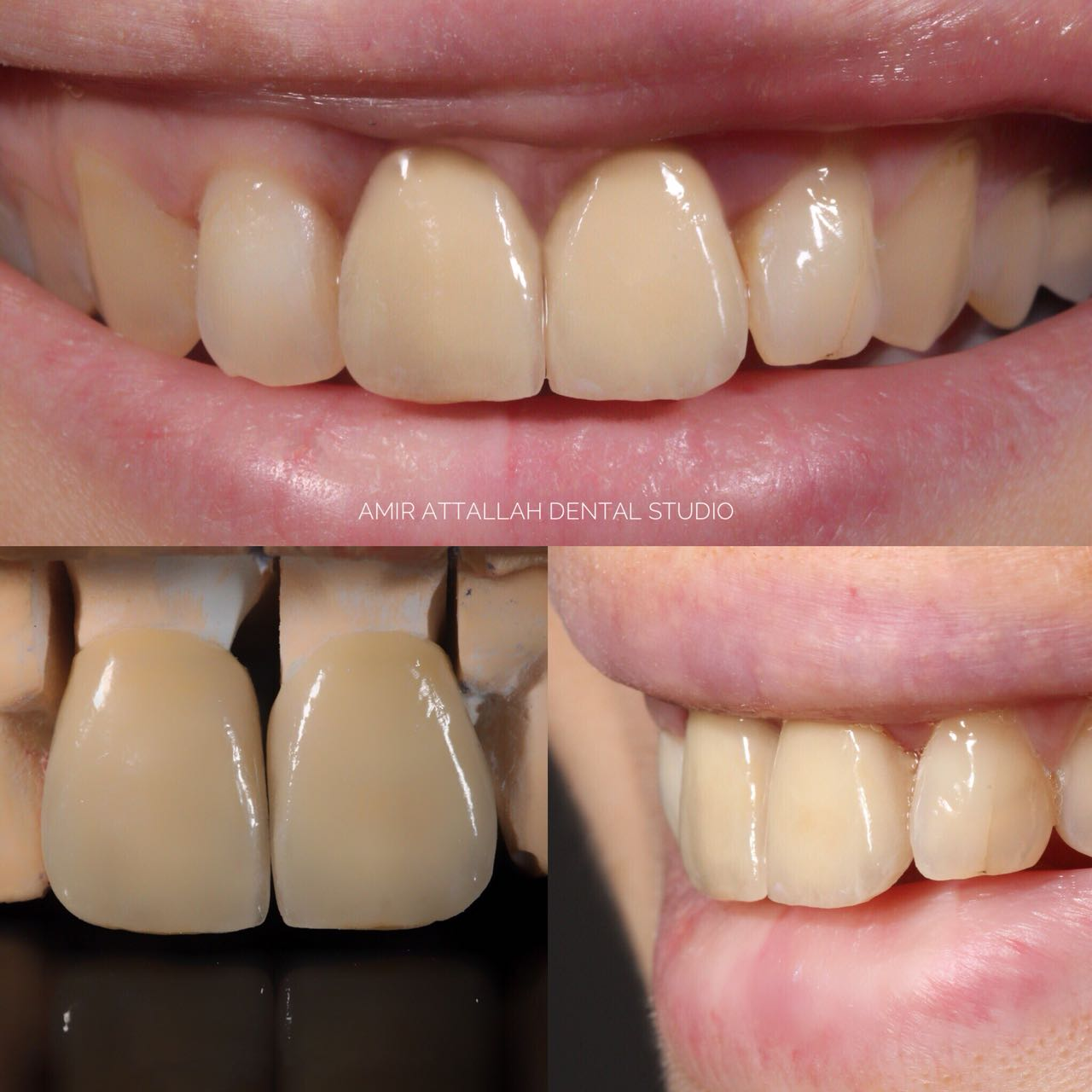
تصویری از یک نمونه سرامیک دندانی

سرامیک‌ها معمولاً در زمینه‌های درون‌کاشت دندانی و کاشت استخوان استفاده می‌شوند. جراحی معمولاً از سرمت استفاده می‌شود. تعویض مفصل معمولاً با بیوسرامیک‌ها پوشش داده می‌شود تا از خوردگی و واکنش‌های التهابی جلوگیری شود. مثال‌های دیگر از استفاده پزشکی برای بیوسرامیک‌ها شامل ضربان‌سازها، دستگاه‌های دیالیز کلیه و دستگاه‌های تنفس مصنوعی هستند. تقاضای جهانی برای سرامیک‌های پزشکی و عناصر سرامیکی حدود ۹٫۸ میلیارد دلار در ۲۰۱۰ بود. پیش‌بینی شده بود که این بازار هر ساله رشد ۶ تا ۷ درصدی داشته باشد. بازارهای جهانی پیش‌بینی کردند که این تقاضا به ۱۵٫۳ میلیارد دلار در ۲۰۱۵ و ۱۸٫۵ میلیارد دلار در ۲۰۱۸ برسد.

### خواص مکانیکی و ترکیب
بیوسرامیک‌ها به‌طور کلی برای استفاده در سیستم‌های گردش خون خارج از بدن (مثل دیالیز کلیه) یا بیوراکتورهای مهندسی طراحی شده‌اند؛ با این حال، آن‌ها بیشتر به عنوان ایمپلنت‌ها مورد استفاده قرار می‌گیرند. سرامیک‌ها به دلیل خواص فیزیکوشیمیایی خود، کاربردهای متعددی به عنوان بیومواد دارند. آنها مزیتی همچون بی‌اثر بودن در بدن انسان دارند و سختی و مقاومت آن‌ها در برابر سایش، آن‌ها را برای جایگزینی استخوان و دندان مناسب می‌سازد. برخی از سرامیک‌ها همچنین مقاومت عالی در برابر اصطکاک دارند که آن‌ها را به مواد مناسبی برای جایگزینی مفاصل ناکارآمد تبدیل می‌کند. خواصی مانند ظاهر و عایق الکتریکی نیز برای کاربردهای خاص زیست پزشکی حائز اهمیت هستند.

برخی از بیوسرامیک‌ها آلومینا (Al2O3) را در خود گنجانده‌اند، زیرا عمر آن‌ها بیشتر از عمر بیمار است. این ماده می‌تواند در استخوان‌های گوش میانی، پروتزهای چشمی، عایق الکتریکی برای ضربان‌سازها، روزنه‌های کاتتر و در پروفایل‌های مختلف سیستم‌های قابل کاشت مانند پمپ‌های قلبی استفاده شود.

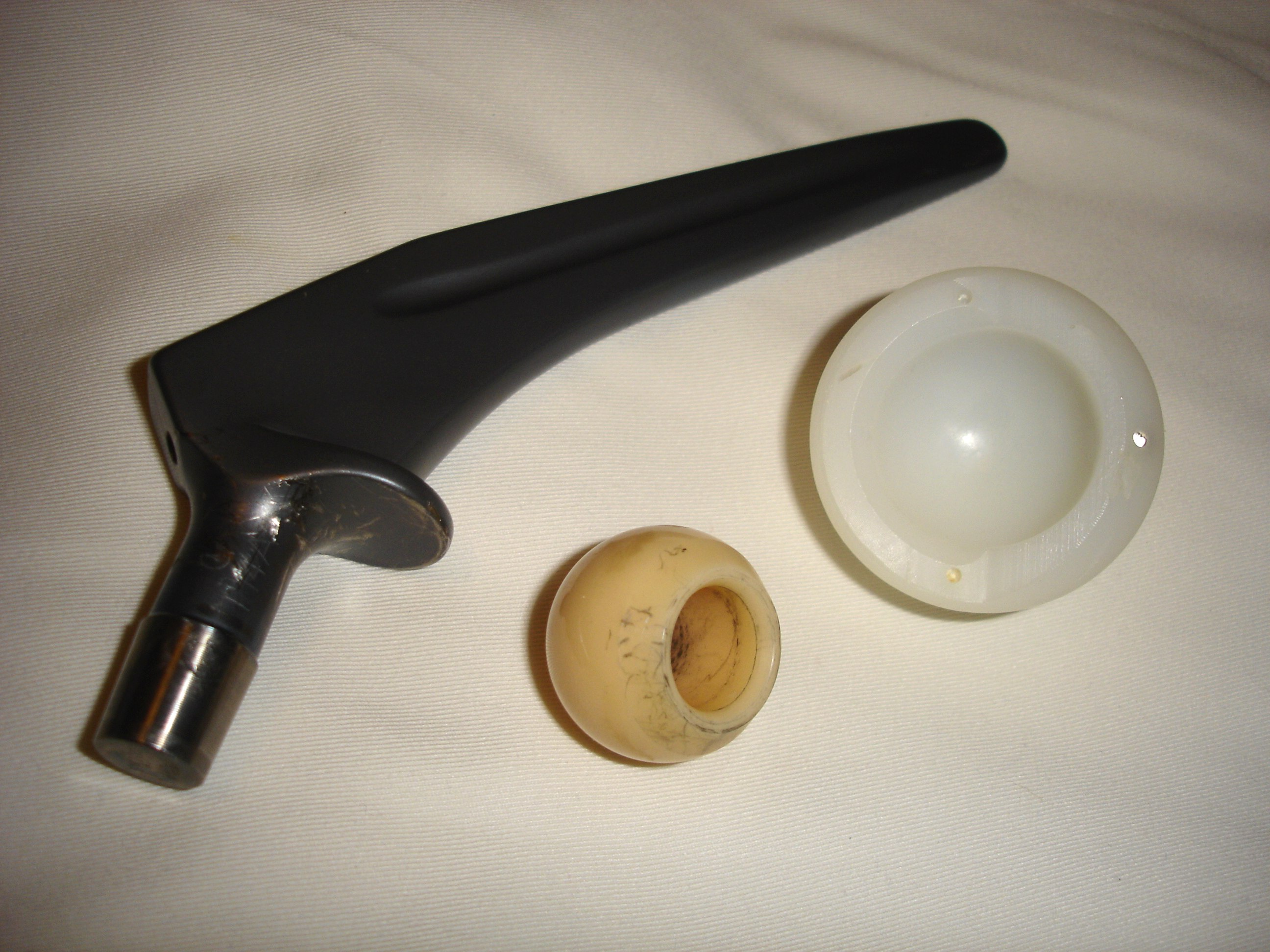
یک پروتز مفصل ران تیتانیومی، با یک سر سرامیکی و یک فنجان حفره دار پلی اتیلنی

آلومینوسیلیکات‌ها به‌طور معمول در پروتزهای دندانی، به‌صورت خالص یا در کامپوزیت‌های سرامیک-پلیمر استفاده می‌شوند. کامپوزیت‌های سرامیک-پلیمر می‌توانند به عنوان راهی بالقوه برای پر کردن حفرات، که جایگزین آمالگام‌هایی با احتمال داشتن اثرات سمی می‌شوند، مطرح شوند. آلومینوسیلیکات‌ها همچنین دارای ساختار شیشه‌ای هستند. بر خلاف دندان‌های مصنوعی در ترکیب‌های رزینی، رنگ سرامیک دندان پایدار باقی می‌ماند. زیرکونیا دوتایی شده با اکسید یتریم به عنوان جایگزینی برای آلومینا در پروتزهای استخوانی و مفصلی پیشنهاد شده است. مزایای عمده آن شامل استحکام شکست بیشتر و مقاومت خوب در برابر خستگی است.
کربن شیشه‌ای نیز به عنوان ماده‌ای سبک، مقاوم در برابر سایش و سازگار با خون استفاده می‌شود. این ماده عمدتاً در جایگزینی سوپاپ قلب به کار می‌رود. الماس نیز می‌تواند برای همین کاربرد استفاده شود، اما به شکل پوششی.

سرامیک‌های مبتنی بر فسفات کلسیم، در حال حاضر، به عنوان ماده جایگزین عمده استخوان در کاربردهای ارتوپدی و فک و صورت شناخته می‌شوند، زیرا ساختار و ترکیب شیمیایی آن‌ها مشابه فاز معدنی اصلی استخوان است. چنین مواد جایگزین استخوان مصنوعی یا اسکافول‌ها معمولاً متخلخل هستند که سطح بیشتری را فراهم می‌آورند و به ازدیاد خالص‌سازی استخوان کمک می‌کنند، که شامل کلون‌سازی سلولی و عروق‌دهی مجدد است. با این حال، این مواد متخلخل معمولاً استحکام مکانیکی کمتری در مقایسه با استخوان نشان می‌دهند، که باعث می‌شود ایمپلنت‌های با تخلخل بالا بسیار حساس باشند. از آنجا که مقدار مدول الاستیسیته مواد سرامیکی معمولاً بیش‌تر از بافت استخوانی اطراف است، ایمپلنت می‌تواند باعث تنش‌های مکانیکی در رابط استخوان گردد. فسفات‌های کلسیم معمولاً موجود در بیوسرامیک‌ها شامل هیدروکسی آپاتیت (HAP) با فرمول Ca10(PO4)6(OH)2، تری‌کلسیم فسفات بتا (βTCP) با فرمول Ca3(PO4)2 و مخلوط‌هایی از HAP و βTCP هستند.
| بیوماده                                                                 | عملکرد                                          | ابزار                                       |
| ----------------------------------------------------------------------- | ----------------------------------------------- | ------------------------------------------- |
| آلومینا با چگالی بالا، پوشش‌های بیوگلس فلزی                              | بازسازی مفاصل درگیر با آرتروز یا شکسته          | ران مصنوعی، زانو، شانه، آرنج، مچ دست        |
| کامپوزیت فیبر بیوگلس/فلز، کامپوزیت پلی‌سولفون/فیبر کربن                  | ترمیم شکستگی‌ها                                  | صفحات، پیچ‌ها و سیم‌های استخوانی              |
| کامپوزیت فیبر بیوگلس/فلز، کامپوزیت پلی‌سولفون/فیبر کربن                  | تراز شکستگی‌ها                                   | میله‌ی درون‌بافتی                             |
| کامپوزیت فیبر بیوگلس/فلز، کامپوزیت پلی‌سولفون/فیبر کربن                  | اصلاح انحنای مزمن ستون فقرات                    | میله‌های هرینگتون                            |
| کامپوزیت فیبر بیوگلس/فلز، کامپوزیت پلی‌سولفون/فیبر کربن                  | جایگزینی اندام‌های از دست رفته                   | اندام مصنوعی کاشته شده دائمی                |
| Al2O3                                                                   | اصلاح ناهنجاری‌های مادرزادی                      | فاصله‌دهنده و بازکننده مهره‌ها                |
| بیوگلس                                                                  | قطع حرکت مهره‌ها برای حفاظت از نخاع              | همجوشی ستون فقرات                           |
| پلی‌تترافلوئورواتیلن(PTFE) - کامپوزیت کربن, Al2O3, بیوگلس, آپاتیت متراکم | بازیابی برجستگی الویورال برای بهبود تناسب پروتز | جایگزینی استخوان الویورال، بازسازی فک پایین |
| Al2O3, بیوگلس, هیدروکسی آپاتیت متراکم, کربن                             | جایگزینی دندان‌های آسیب دیده یا لق شده           | ایمپلنت جایگزین دندان‌های انتهایی            |
| Al2O3 با پوشش شیشه‌ای، ویتالیم با پوشش شیشه‌ای                            | فراهم کردن تنش مورد نیاز برای تغییر ناهنجاری    | سیم‌های ارتودنسی                             |

| ماده                   | مدول یانگ (GPa) | استحکام فشاری (MPa) | استحکام پیوند (GPa) | سختی           | چگالی (g/cm3) |
| ---------------------- | --------------- | ------------------- | ------------------- | -------------- | ------------- |
| Inert Al2O3            | 380             | 4000                | 300-400             | 2000-3000 (HV) | >3.9          |
| ZrO2 (PS)              | 150-200         | 2000                | 200-500             | 1000-3000 (HV) | ≈6.0          |
| Graphite               | 20-25           | 138                 | NA                  | NA             | 1.5-1.9       |
| (LTI) Pyrolitic carbon | 17-28           | 900                 | 270-500             | NA             | 1.7-2.2       |
| Vitreous carbon        | 24-31           | 172                 | 70-207              | 150-200 (DPH)  | 1.4-1.6       |
| Bioactive HAP          | 73-117          | 600                 | 120                 | 350            | 3.1           |
| Bioglass               | ≈75             | 1000                | 50                  | NA             | 2.5           |
| AW Glass Ceramic       | 118             | 1080                | 215                 | 680            | 2.8           |
| Bone (for comparison)  | 3-30            | 130-180             | 60-160              | NA             | NA            |

### چندمنظورگی

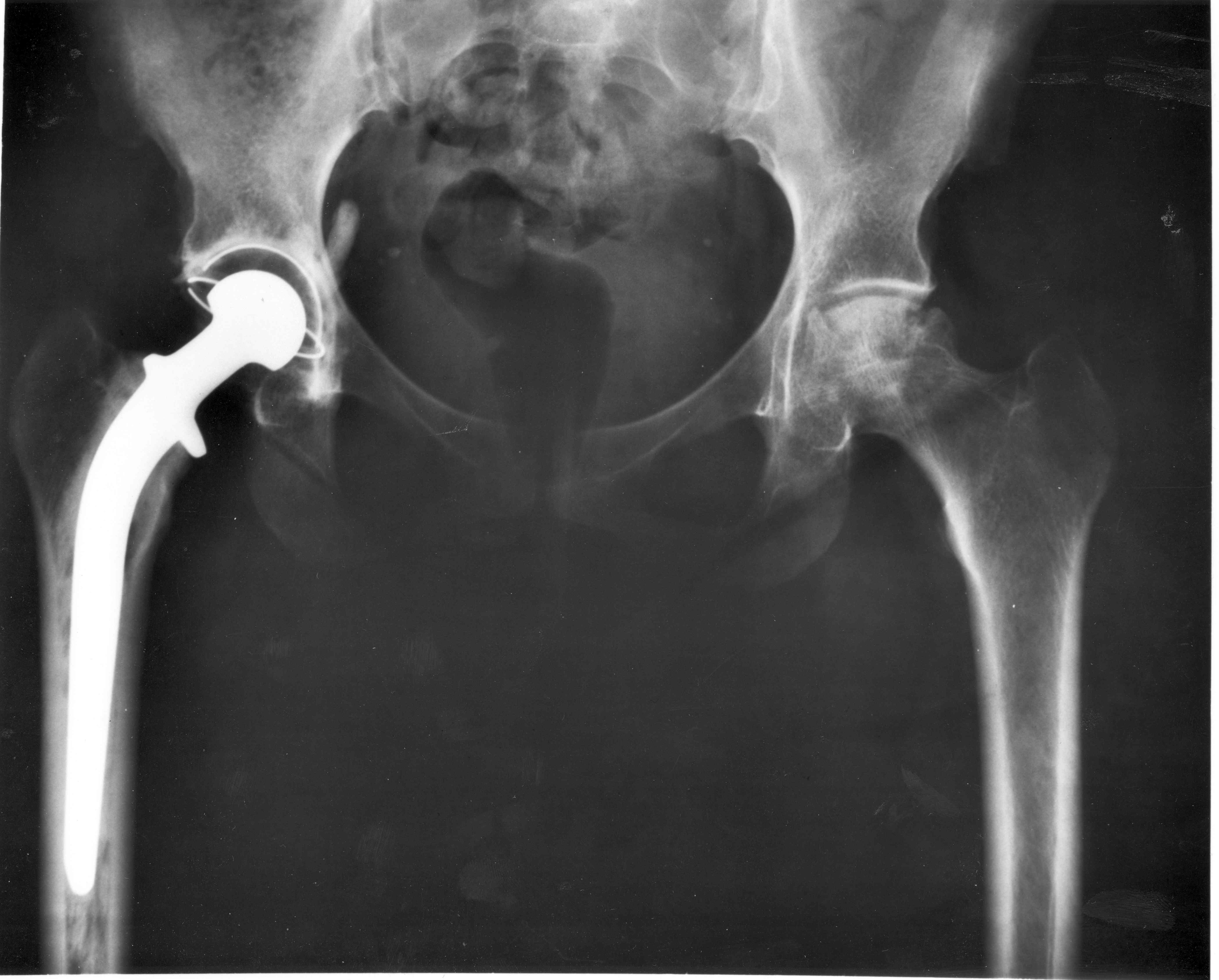
نمونه‌ای از یک پروتز لگن کاشته شده

تعدادی از سرامیک‌های کاشته شده در واقع به‌طور خاص برای کاربردهای زیست پزشکی طراحی نشده‌اند. با این حال، آن‌ها موفق شده‌اند به دلیل خواص و سازگاری زیستی خوبی که دارند، به سیستم‌های مختلف قابل کاشت راه یابند. در میان این سرامیک‌ها می‌توان به سیلیسیم کاربید، نیتریدها و کاربیدهای تیتانیوم و نیترید بور اشاره کرد. نیترید تیتانیوم (TiN) به عنوان سطح اصطکاکی در پروتزهای لگن پیشنهاد شده است. در حالی که آزمایش‌های کشت سلولی نشان‌دهنده سازگاری زیستی خوب هستند، تحلیل ایمپلنت‌ها نشان‌دهنده سایش قابل توجهی است که به جداشدن لایه TiN مرتبط می‌شود. سیلیسیم کاربید نیز سرامیک مدرنی است که به نظر می‌رسد سازگاری زیستی خوبی ارائه می‌دهد و می‌تواند در ایمپلنت‌های استخوانی استفاده شود.

### استفاده‌ی خاص
علاوه بر استفاده از خواص سنتی خود، سرامیک‌های زیست‌فعال به دلیل فعالیت بیولوژیکی‌شان استفاده خاصی پیدا کرده‌اند. فسفات‌های کلسیم، اکسیدها و هیدروکسیدها نمونه‌های رایج هستند. دیگر مواد طبیعی (که معمولاً از منبع حیوانی هستند) مانند بیوگلس و سایر کامپوزیت‌ها، ترکیبی از مواد کامپوزیتی معدنی-آلی مانند هیدروکسی آپاتیت (HAP)، آلومینا یا دی‌اکسید تیتانیوم را همراه با پلیمرهای زیست‌سازگار (پلی‌متیل متاکریلات: PMMA، پلی لاکتیک اسید: PLLA، پلی‌اتیلن: PE) شامل می‌شوند. این کامپوزیت‌ها می‌توانند به دو دسته تجزیه‌پذیر زیستی و غیرتجزیه‌پذیر زیستی تقسیم شوند که دسته دوم نتیجه ترکیب یک فسفات کلسیم تجزیه‌پذیر زیستی (HAP) با یک پلیمر غیرتجزیه‌پذیر زیستی (PMMA، PE) است. این مواد ممکن است در آینده به دلیل امکانات ترکیبی متعدد و قابلیت آن‌ها در ترکیب فعالیت بیولوژیکی با خواص مکانیکی مشابه استخوان، محبوب‌تر شوند.

## سازگاری زیستی
خواص بیوسرامیک‌ها مانند ضدخوردگی، سازگاری زیستی و زیبایی‌شناسی، آن‌ها را برای استفاده پزشکی بسیار مناسب می‌سازد. سرامیک زیرکونیا دارای خاصیت بیوانرتنس و غیرسمی است. کربن نیز یک گزینه دیگر با خواص مکانیکی مشابه استخوان است و همچنین سازگاری با خون، عدم واکنش با بافت و غیرسمی بودن برای سلول‌ها را داراست. سرامیک‌های بیوانرتنس به‌طور طبیعی با استخوان پیوند برقرار نمی‌کنند که به آن اوسیو‌اینتگریشن گفته می‌شود. با این حال، فعالیت بیولوژیکی سرامیک‌های بیوانرتنس می‌تواند با تشکیل کامپوزیت‌هایی با سرامیک‌های زیست‌فعال به دست آید. سرامیک‌های زیست‌فعال، از جمله بیوگلس‌ها، باید غیرسمی بوده و با استخوان پیوند برقرار کنند.
در کاربردهای ترمیم استخوان، مانند اسکافول‌ها برای بازسازی استخوان، حل‌پذیری بیوسرامیک‌ها یک پارامتر مهم است و نرخ حل‌شدگی کند اکثر بیوسرامیک‌ها در مقایسه با نرخ‌های رشد استخوان همچنان چالشی در استفاده‌های ترمیمی آن‌ها باقی می‌ماند. به‌طور طبیعی، تمرکز زیادی بر بهبود ویژگی‌های حل‌شدگی بیوسرامیک‌ها در حین حفظ یا بهبود خواص مکانیکی آن‌ها وجود دارد. سرامیک‌های شیشه‌ای خواص استخوان‌زایی را تحریک می‌کنند، با نرخ‌های حل‌شدگی بالاتر نسبت به مواد بلوری، در حالی که سرامیک‌های فسفات کلسیم بلوری نیز غیرسمی بودن برای بافت‌ها و تجزیه‌پذیری زیستی را نشان می‌دهند.
تقویت ذرات سرامیکی منجر به انتخاب مواد بیشتری برای کاربردهای ایمپلنت شده است که شامل کامپوزیت‌های سرامیک/سرامیک، سرامیک/پلیمر و سرامیک/فلز می‌شود. در میان این کامپوزیت‌ها، کامپوزیت‌های سرامیک/پلیمر به آزادسازی عناصر سمی به بافت‌های اطراف شناخته شده‌اند. فلزات با مشکلات مربوط به خوردگی مواجه هستند و پوشش‌های سرامیکی بر روی ایمپلنت‌های فلزی در طول زمان در کاربردهای طولانی‌مدت تحلیل می‌روند. کامپوزیت‌های سرامیک/سرامیک به دلیل شباهت به مواد معدنی استخوان، از برتری برخوردارند و سازگاری زیستی و قابلیت شکل‌پذیری خوبی را نشان می‌دهند. فعالیت بیولوژیکی بیوسرامیک‌ها باید تحت مطالعات مختلف in vitro و in vivo در نظر گرفته شود. نیازهای عملکردی باید با توجه به محل خاص کاشت در نظر گرفته شوند.
تحقیقات بیشتری در حیطه اثرات طولانی‌مدت این مواد در بدن انسان ضروری است تا اطمینان حاصل شود که بیوسرامیک‌ها هیچ عوارض جانبی غیرمنتظره‌ای ایجاد نمی‌کنند.

## فرآیند تولید
به‌طور فنی، سرامیک‌ها از مواد خامی مانند پودرها و افزودنی‌های شیمیایی طبیعی یا سنتتیک تشکیل شده‌اند که به فشرده‌سازی (داغ، سرد یا ایزواستاتیک)، تنظیم (هیدرولیکی یا شیمیایی) یا تسریع فرآیندهای سینترینگ کمک می‌کنند. با توجه به فرمولاسیون و فرآیند شکل‌دهی مورد استفاده، بیوسرامیک‌ها می‌توانند در چگالی و تخلخل به‌عنوان سیمان‌ها، رسوبات سرامیکی یا کامپوزیت‌های سرامیکی متغیر باشند. تخلخل در بیوسرامیک‌ها، از جمله بیوگلس‌ها، معمولاً مطلوب است.
برای بهبود عملکرد بیوسرامیک‌های متخلخل پیوندی، تکنیک‌های فرآوری متعددی برای کنترل تخلخل، توزیع اندازه حفرات و ترازدهی حفرات موجود است. برای مواد بلوری، اندازه دانه و نقص‌های بلوری راه‌های بیشتری را برای افزایش تجزیه‌پذیری زیستی و اوسیو‌اینتگریشن فراهم می‌آورند که برای مواد گرافت و پیوند استخوان مؤثر کلیدی است. این امر می‌تواند با افزودن مواد افزودنی تصفیه‌گر دانه و ایجاد نقص در ساختار بلوری از طریق روش‌های فیزیکی مختلف حاصل شود.
یک تکنیک پردازش مواد در حال توسعه مبتنی بر فرآیندهای زیست‌الهام‌گرفته، به‌دنبال تقلید از فرآیندهای طبیعی و بیولوژیکی است و امکان تولید بیوسرامیک‌ها را در دمای محیط به جای فرآیندهای متداول یا هیدروترمال ارائه می‌دهد. امکان استفاده از این دماهای پردازش نسبتاً پایین، فرصت‌هایی را برای ترکیب‌های معدنی-آلی با خواص بیولوژیکی بهبود یافته از طریق افزودن پروتئین‌ها و مولکول‌های زیست‌فعال (عوامل رشد، آنتی‌بیوتیک‌ها، عوامل ضد تومور و غیره) ایجاد می‌کند. با این حال، این مواد خواص مکانیکی ضعیفی دارند که می‌توان آن‌ها را به‌صورت جزئی با ترکیب آن‌ها با پروتئین‌های پیوندی بهبود بخشید.
توسعه تکنیک‌های پردازش جدید باید بر روی امکان تولید بیوسرامیک‌ها در مقیاس‌های صنعتی و همچنین ارزیابی اقتصادی این فرآیندها متمرکز شود.

## استفاده تجاری
مواد زیست‌فعال رایج که به‌طور تجاری برای استفاده بالینی در دسترس هستند شامل شیشه بیو اکتیو 45S5، سرامیک شیشه بیو اکتیو A/W، هیدروکسی آپاتیت (HA) سنتتیک متراکم و کامپوزیت‌های زیست‌فعال مانند مخلوط پلی‌اتیلن–HA می‌باشند. تمامی این مواد با بافت‌های مجاور پیوند بین‌سطحی برقرار می‌کنند.
بیوسرامیک‌های آلومینای با خلوص بالا در حال حاضر از تولیدکنندگان مختلف به‌طور تجاری در دسترس هستند. تولیدکننده بریتانیایی، Morgan Advanced Ceramics (MAC)، از سال 1985 شروع به تولید دستگاه‌های ارتوپدی کرد و به سرعت به تأمین‌کننده شناخته‌شده‌ای از سرامیک‌های سر استوانه‌ای برای تعویض مفصل لگن تبدیل شد. MAC Bioceramics دارای طولانی‌ترین تاریخچه بالینی برای مواد سرامیکی آلومینا است و از سال 1985 آلومینای ®HIP Vitox را تولید می‌کند. برخی از فسفات‌های کلسیم‌کم‌بود که دارای ساختار آپاتیت بودند، به‌عنوان "فسفات تری‌کلسیم" تجاری‌سازی شدند، هرچند که ساختار بلوری مورد انتظار فسفات تری‌کلسیم را نشان نمی‌دادند.
در حال حاضر، محصولات تجاری متعددی که به‌عنوان HA توصیف می‌شوند، در اشکال فیزیکی مختلف (مانند دانه‌ها، بلوک‌های ویژه طراحی‌شده برای کاربردهای خاص) در دسترس هستند. کامپوزیت HA/پلیمر (HA/پلی‌اتیلن، HAPEXTM) نیز به‌طور تجاری برای ایمپلنت‌های گوش، ساینده‌ها و پوشش‌های پلاسماپاشیده برای ایمپلنت‌های ارتوپدی و دندانی در دسترس است.
بیوسرامیک‌ها همچنین در دستگاه‌های کانابیس یا Delta 8 به‌عنوان فیتیله‌هایی برای تبخیر این عصاره‌ها استفاده می‌شوند.

## روندهای آینده

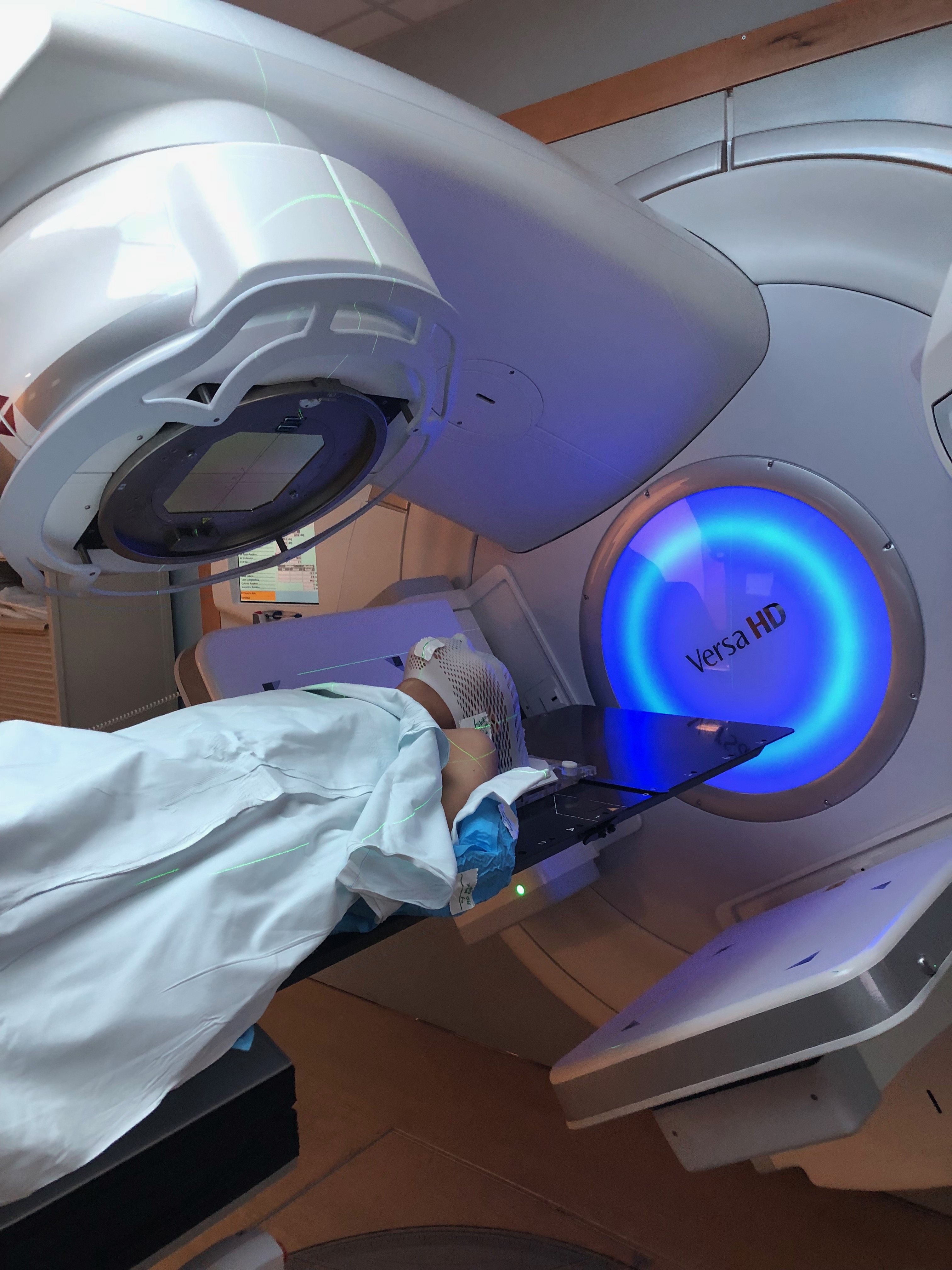
فرآیند رادیوتراپی

بیوسرامیک‌ها به‌عنوان یک درمان ممکن برای سرطان مطرح شده‌اند. دو روش درمانی پیشنهادی شامل هایپرترمی و رادیوتراپی هستند. در درمان هایپرترمی، یک ماده بیوسرامیکی که حاوی ماده‌ای مغناطیسی مانند فریت است، کاشته می‌شود. سپس ناحیه به یک میدان مغناطیسی متناوب expos می‌شود که موجب گرم شدن ایمپلنت و ناحیه اطراف آن می‌شود. به‌عنوان گزینه‌ای دیگر، مواد بیوسرامیکی می‌توانند با مواد بتا-پرتوزا دُز دار شوند و در ناحیه سرطانی کاشته شوند.
دیگر روندها شامل مهندسی بیوسرامیک‌ها برای وظایف خاص است. تحقیقاتی که در حال انجام است شامل شیمی، ترکیب و میکرو و نانوساختارهای این مواد به‌منظور بهبود سازگاری زیستی آن‌ها می‌باشد.
گنجاندن تحقیقات در زمینه استفاده از بیوسرامیک‌ها در درمان بیماری‌های دیگر مانند عفونت‌ها و شرایط التهابی می‌تواند به توسعه روش‌های درمانی جدید کمک کند.